# Renato Cappellini (calciatore 1914)
Renato Cappellini (Pistoia, 2 agosto 1914 – Milano, febbraio 1975) è stato un calciatore italiano, di ruolo interno.

## Biografia
Durante l'attività agonistica spese tutto ciò che guadagnò e a fine carriera si ritrovò senza soldi. Frequentava il mondo del cinema e più di una volta gli viene proposto di intraprendere la carriera di attore.

## Caratteristiche tecniche
Era abile tecnicamente, astuto e tenace.

## Carriera
Giocatore astuto ed elegante, grande lavoratore e corretto, sempre presente agli allenamenti, era noto anche per le sue frequentazioni nel mondo del cinema, tanto che più volte gli venne proposto di cominciare a recitare.
Vinse lo scudetto con la Roma dopo che i capitolini lo avevano acquistato dal Napoli per 140.000 lire.
Nella stagione 1945-1946 gioca nell'Aquila Montevarchi, che nel 1946 lo mette in lista di trasferimento.

## Palmarès

### Competizioni nazionali
- Campionato italiano: 1

Roma: 1941-1942